# 卢塞恩车站
卢塞恩车站（德語：Bahnhof Luzern）是瑞士铁路网的一个重要车站，位于卢塞恩州卢塞恩市中心卢塞恩湖南侧，是一些国内和国际铁路交通的终点站。 
- 1896年老站
- 老站遗迹
- 新站
- 内部